# Aeterni Patris
Aeterni Patris – encyklika papieża Leona XIII opublikowana 4 sierpnia 1879.
Jest to pierwsza encyklika papieska poświęcona w całości filozofii. Nawoływała do powrotu do tomizmu jako najdoskonalszego systemu filozoficznego dla katolika.